# Kpidara
Kpidara est une localité située dans le département de Loropéni de la province du Poni dans la région Sud-Ouest au Burkina Faso.

## Économie
L'économie du village repose en partie sur la culture de riz pluvial sur 50 ha irrigués (environ 200 tonnes produites par an) au sein du groupement « Saandara » associant environ 200 personnes, très majoritairement des femmes, dans le cadre d'un projet de la Direction régionale de l’Agriculture et des Aménagements hydrauliques.

## Santé et éducation
Le centre de soins le plus proche de Kpidara est le centre de santé et de promotion sociale (CSPS) de Loropéni tandis que le centre médical se trouve à Kampti et que le centre hospitalier régional (CHR) de la province est à Gaoua.